# Mamanaca
Mamanaca ist eine Ortschaft im Departamento Cochabamba im südamerikanischen Anden-Staat Bolivien.

## Lage im Nahraum
Mamanaca ist der fünftgrößte Ort des Municipio Arbieto in der Provinz Esteban Arce auf der 490 km² großen fruchtbaren Hochebene des Valle Alto. Die Ortschaft liegt auf einer Höhe von 2727 m wenige Kilometer südlich des Stausees La Angostura an der Bahnlinie von Cochabamba über Tarata nach Aiquile.

## Geographie
Mamanaca liegt im Übergangsbereich zwischen der Anden-Gebirgskette der Cordillera Central und dem bolivianischen Tiefland.
Die mittlere Durchschnittstemperatur der Region liegt bei etwa 18 °C (siehe Klimadiagramm Cochabamba) und schwankt nur unwesentlich zwischen 14 °C im Juni/Juli und 20 °C im Oktober/November. Der Jahresniederschlag beträgt nur rund 450 mm, bei einer ausgeprägten Trockenzeit von Mai bis September mit Monatsniederschlägen unter 10 mm, und einer Feuchtezeit von Dezember bis Februar mit 90 bis 120 mm Monatsniederschlag.

## Verkehrsnetz
Mamanaca liegt in einer Entfernung von 32 Straßenkilometern südöstlich von Cochabamba, der Hauptstadt des gleichnamigen Departamentos.
Von Cochabamba führt die asphaltierte Nationalstraße Ruta 7 in südöstlicher Richtung 18 Kilometer bis zum Staudamm von La Angostura, kurz vor dem Staudamm zweigt eine asphaltierte Landstraße in südwestlicher Richtung ab und erreicht nach weiteren 14 Kilometern Mamanaca.

## Bevölkerung
Die Einwohnerzahl der Ortschaft ist in den vergangenen beiden Jahrzehnten geringfügig angestiegen:
| Jahr | Einwohner | Quelle       |
| ---- | --------- | ------------ |
| 1992 | 674       | Volkszählung |
| 2001 | 574       | Volkszählung |
| 2012 | 775       | Volkszählung |
| 2024 |           | Volkszählung |

Die Region weist einen hohen Anteil an Quechua-Bevölkerung auf, im Municipio Arbieto sprechen 92,4 Prozent der Bevölkerung Quechua.